# Christian Gottlob Barth

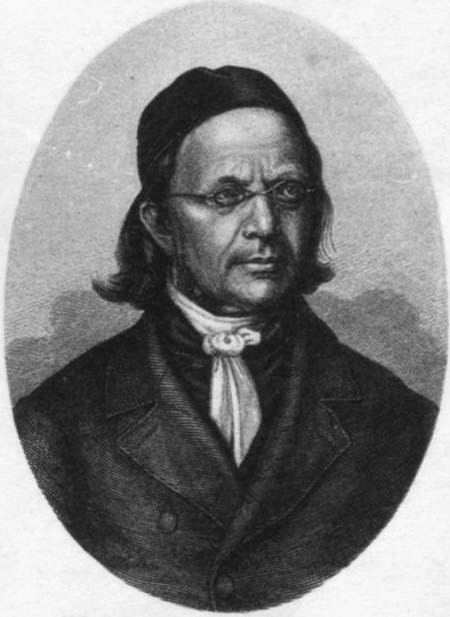
Christian Gottlob Barth

Christian Gottlob Barth, född 31 juli 1799 och död 12 november 1862, var en tysk teolog.
Barth var 1824-1838 pastor i Möttlingen vid Calw i Württemberg, där han efterträddes av Johann Christoph Blumhardt. Utgången från den württembergska pietismen blev Barth en av dem, som kraftigast verkade för den nya religiösa väckelsen i Tyskland. Han var en av föregångsmännen för inre och yttre mission, grundade bland annat ett räddningshem för barn vid Calw och var produktiv författare av uppbygglig litteratur. Bland hans skrifter märks Biblische Geschichten (1832, sedan dess utkommen i hundratals upplagor och på många språk) samt talrika missions- och barnsånger.